# Eurocopa de bàsquet femenina
|  | Aquest article tracta sobre la competició femenina. Si cerqueu la competició masculina, vegeu «Eurocup Basketball». |

L'EuroCup femenina (en anglès: FIBA EuroCup Women) és una competició esportiva de clubs de bàsquets europeus femenins. De caràcter anual, fou creada la temporada 2003 com a competició successora de la Copa Ronchetti i està organitzada per la FIBA Europa. Hi participen els clubs europeus de cadascuna de les lligues de les federacions nacionals. Es disputa en dues fases: una primera fase regular en format de lligueta a doble partit, i una fase final amb vuitens, quarts, semifinal i final a doble partit, tot i que, en algunes edicions s'ha disputat en format de final four. El campió de la competició té dret a participar en l'Eurolliga i a la Supercopa d'Europa de la temporada següent. És considerada la segona competició europea de clubs de bàsquets femenins femenina en importància.
Des de l'any 2003, hi ha hagut quinze campions diferents. destacant el Dinamo de Moscou (2007, 2013, 2014) amb tres títols, i el Galatasaray (2009, 2018) i el Tango Bourges Basket (2016, 2002), amb dos títols cadascun. El Valencia Basket és l'únic equip dels Països Catalans i de l'Estat espanyol que ha guanyat la competició (2021), mentre que el Club Basket Islas Canarias fou finalista de la primera edició (2003).

## Historial
| En negreta = Equip guanyador (1) = Nombre de campionats (prò.) = Pròrroga 1–1 = Resultat campió-subcampió Nota: Noms dels equips segons l'època |

| Edició | Temp.   | Data                                                       | Campió                                                     | Resultat                                                   | Subcampió                                                  | Seu                                                        | refs   |
| ------ | ------- | ---------------------------------------------------------- | ---------------------------------------------------------- | ---------------------------------------------------------- | ---------------------------------------------------------- | ---------------------------------------------------------- | ------ |
| I      | 2002-03 | 27-04-2003                                                 | Pays d'Aix-en-Provence (1)                                 | 80–71                                                      | CB Islas Canarias                                          | Palau d'Esports CSK VVS, Samara                            |        |
| II     | 2003-04 | 04-04-2004                                                 | Baltiyskaya Zvezda (1)                                     | 68–64                                                      | Szolnoki MÁV Coop                                          | Istanbul                                                   |        |
| III    | 2004-05 | 03-04-2005                                                 | Phard Napoli (1)                                           | 53–45                                                      | Fenerbahçe SK                                              | Nàpols                                                     | [ 3 ]  |
| IV     | 2005-06 | N/D                                                        | Spartak Moscou (1)                                         | 65-80 / 72-66                                              | Pays d'Aix-en-Provence                                     | Aix-en-Provence / Moscou                                   | [ 4 ]  |
| V      | 2006-07 | N/D                                                        | Dinamo Moscou (1)                                          | 61-74 / 76-56                                              | GZ Faenza                                                  | Faenza / Moscou                                            |        |
| VI     | 2007-08 | N/D                                                        | Beretta Famila Schio (1)                                   | 87-67 / 69-78                                              | BK Moscou                                                  | Schio / Moscou                                             |        |
| VII    | 2008-09 | N/D                                                        | Galatasaray (1)                                            | 55-67 / 82-61                                              | Taranto CB                                                 | Tàrent / Istanbul                                          |        |
| VIII   | 2009-10 | N/D                                                        | Sony Athinaikos (1)                                        | 57-65 / 57-53                                              | Nadezhda Orenburg                                          | Orenburg / Byron                                           |        |
| IX     | 2010-11 | N/D                                                        | Elitzur Ramla (1)                                          | 61-61 / 53-61                                              | ASPTT Arras                                                | Ramla / Arràs                                              |        |
| X      | 2011-12 | N/D                                                        | Dynamo Kursk (1)                                           | 69-55 / 75-52                                              | Kayseri Kaski spor                                         | Kayseri / Kursk                                            |        |
| XI     | 2012-13 | N/D                                                        | Dinamo Moscou (2)                                          | 66-61 / 74-70                                              | Kayseri Kaski spor                                         | Moscou / Kayseri                                           |        |
| XII    | 2013-14 | N/D                                                        | Dinamo Moscou (3)                                          | 97-65 / 85-61                                              | Dynamo Kursk                                               |                                                            |        |
| XIII   | 2014-15 | N/D                                                        | ESB Villeneuve-d'Ascq (1)                                  | 64-68 / 53-73                                              | Castors Braine                                             | Villeneuve d' Ascq / Charleroi                             |        |
| XIV    | 2015-16 | N/D                                                        | Tango Bourges (1)                                          | 40-51 / 54-53                                              | ESB Villeneuve-d'Ascq                                      | Villeneuve d' Ascq / Bourges                               |        |
| XV     | 2016-17 | N/D                                                        | Yakın Doğu Üniversitesi (1)                                | 69-73 / 63-58                                              | Bellona AGÜ                                                | Kayseri / Istanbul                                         |        |
| XVI    | 2017-18 | N/D                                                        | Galatasaray SK (2)                                         | 90-68 / 65-72                                              | Reyer Venezia                                              | Istanbul / Venècia                                         | [ 5 ]  |
| XVI    | 2018-19 | N/D                                                        | Nadezhda Orenburg (1)                                      | 71-75 / 57-75                                              | Lattes Montpellier                                         | Orenburg / Latas                                           | [ 6 ]  |
| XVII   | 2019-20 | Edició cancel·lada pel risc públic de contagi del COVID-19 | Edició cancel·lada pel risc públic de contagi del COVID-19 | Edició cancel·lada pel risc públic de contagi del COVID-19 | Edició cancel·lada pel risc públic de contagi del COVID-19 | Edició cancel·lada pel risc públic de contagi del COVID-19 | [ 7 ]  |
| XVIII  | 2020-21 | 11-04-2021                                                 | Valencia Basket (1)                                        | 82–81                                                      | Reyer Venezia                                              | Szekszárd Városi Sportcsarnok                              | [ 2 ]  |
| XIX    | 2021-22 | 07-04-2022                                                 | Tango Bourges (2)                                          | 74–38                                                      | Umana Reyer                                                | Palais des sports du Prado, Bourges                        | [ 8 ]  |
| XX     | 2022-23 | N/D                                                        | LDLC ASVEL (1)                                             | 95-56 / 57-85                                              | Galatasaray                                                | Lió / Istanbul                                             | [ 9 ]  |
| XXI    | 2023-24 | N/D                                                        | London Lions (1)                                           | 75-68 / 81-70                                              | Besiktas JK                                                | Istanbul / Londres                                         | [ 10 ] |

## Palmarès
| Club                               | Campió | Subcampió | Finals | Anys campió    | Anys subcampió   |
| ---------------------------------- | ------ | --------- | ------ | -------------- | ---------------- |
| Dinamo Moscou                      | 3      | 0         | 3      | 2007 2013 2014 | —                |
| Galatasaray                        | 2      | 1         | 3      | 2009 2018      | 2023             |
| Tango Bourges Basket               | 2      | 0         | 2      | 2016, 2022     | —                |
| Aix-en-Provence                    | 1      | 1         | 2      | 2003           | 2006             |
| Dynamo Kursk                       | 1      | 1         | 2      | 2012           | 2014             |
| ESB Villeneuve-d'Ascq              | 1      | 1         | 2      | 2015           | 2016             |
| Nadezhda Orenburg                  | 1      | 1         | 2      | 2019           | 2010             |
| Baltiyskaya Zwezda Sant Petersburg | 1      | 0         | 1      | 2004           | —                |
| Phard Napoli                       | 1      | 0         | 1      | 2005           | —                |
| Spartak Moscou                     | 1      | 0         | 1      | 2006           | —                |
| Beretta-Famila                     | 1      | 0         | 1      | 2008           | —                |
| Sony Athinaikos                    | 1      | 0         | 1      | 2010           | —                |
| Elitzur Ramla                      | 1      | 0         | 1      | 2011           | —                |
| Yakın Doğu Üniversitesi            | 1      | 0         | 1      | 2017           | —                |
| Valencia Basket                    | 1      | 0         | 1      | 2021           | —                |
| ESB Villeneuve-d'Ascq              | 1      | 0         | 1      | 2023           | —                |
| London Lions                       | 1      | 0         | 1      | 2024           | —                |
| Kayseri Kaskispor                  | 0      | 3         | 3      | —              | 2012 2013, 2017  |
| Reyer Venezia                      | 0      | 3         | 3      | —              | 2018, 2021, 2022 |
| Caja Rural Las Palmas              | 0      | 1         | 1      | —              | 2003             |
| Szolnoki MÁV Coop                  | 0      | 1         | 1      | —              | 2004             |
| Fenerbahçe SK                      | 0      | 1         | 1      | —              | 2005             |
| CA Faenza                          | 0      | 1         | 1      | —              | 2007             |
| BC Moscow                          | 0      | 1         | 1      | —              | 2008             |
| Cras Basket Taranto                | 0      | 1         | 1      | —              | 2009             |
| Arras                              | 0      | 1         | 1      | —              | 2011             |
| Castors Braine                     | 0      | 1         | 1      | —              | 2015             |
| Lattes Montpellier                 | 0      | 1         | 1      | —              | 2019             |
| Besiktas JK                        | 0      | 1         | 1      | —              | 2005             |